# Turnix à poitrine noire
Turnix melanogaster
Espèce
Statut de conservation UICN

 VU  : Vulnérable
Le Turnix à poitrine noire (Turnix melanogaster) est une espèce de petits oiseaux de la famille des Turnicidae.

## Répartition
Cet oiseau est quasi-endémique à la partie sud-est du Queensland (île Fraser incluse). 